# Sibiu (župa)
Sibiu čili česky Sibiň je župa (rumunsky județ) v Rumunsku. Jejím hlavním městem je město Sibiu.

## Významná města
- Sibiu
- Mediaș
- Agnita
- Avrig
- Cisnădie
- Copșa Mică
- Dumbrăveni
- Miercurea Sibiului
- Ocna Sibiului
- Săliște
- Tălmaciu